# غواسيمو (كانتون)

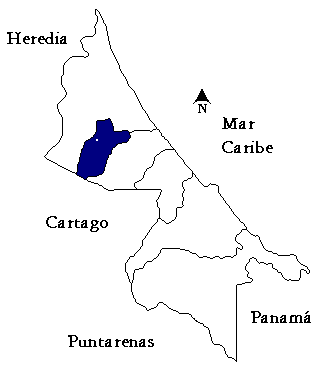
موقع كانتون غواسيمو في محافظة ليمون

غواسيمو (بالإسبانية: Guácimo)‏ هو الكانتون السادس في محافظة ليمون في كوستاريكا. و يغطي الكانتون مساحة 576.48 كم مربع،
كما يقارب عدد سكانه 37,549 نسمة. و تدعى مدينته الرئيسية بـغواسيمو أيضا.
هذا الكانتون هو الكانتون الوحيد الذي لا يطل على البحر الكاريبي. يشكل حدوده الشمالية نهر إسبيرانسا، و نهر خيمينيس و الذي يشكل حدوده الغربية أيضا، بينما يشكل حدوده الشرقية نهري ديستيرَو و باريسمينا، كما توجد سلسلة الجبال المركزية في حدوده الجنوبية.
تم تأسيس هذا الكانتون في 8 أيار 1971.

## المقاطعات
يتألف الكانتون من خمس مقاطعات و هي :
1. غواسيمو
2. ميريسذيس
3. بوكورا
4. ريو خيمينيس
5. دواكاري